# گراس آیل تاونشیپ (میشیگان)
گراس آیل تاونشیپ (به انگلیسی: Grosse Ile Township) یک منطقهٔ مسکونی در ایالات متحده آمریکا است که در شهرستان وین، میشیگان واقع شده‌است. گراس آیل تاونشیپ ۴۷٫۵ کیلومتر مربع مساحت و ۱۰٬۳۷۱ نفر جمعیت دارد و ۱۸۱ متر بالاتر از سطح دریا واقع شده‌است.